# عبدالکریم رشیدیان
عبدالکریم رشیدیان (زادهٔ ۱۳۲۷)، پژوهشگر فلسفه، دانشیار گروه فلسفه دانشگاه شهید بهشتی و مترجم آثار فلسفی است. وی کتاب‌هایی چون نقد قوهٔ حکم کانت، هستی و زمان هایدگر، تأملات دکارتی ادموند هوسرل، ترس و لرز کیرکگارد و اخلاق پروتستانی و روح سرمایه‌داری ماکس وبر را به فارسی برگردانده است.

## زندگی
وی به سال ۱۳۲۷ در شهر دزفول متولد شد. پس از گذراندن تحصیلات اولیه و گرفتن دیپلم طبیعی در سال ۱۳۴۵، و دریافت مدرک کارشناسی شیمی در سال ۱۳۴۸ راهی فرانسه شد. دورهٔ کارشناسی و کارشناسی ارشد فلسفه را در دانشگاه پاریس در به‌ترتیب سال‌های ۱۳۵۳ و ۱۳۵۴ و دکتری فلسفه را در دانشگاه سوربن به ترتیب در سال ۱۳۵۷ با پایان‌نامه‌ای دربارهٔ «دولت ایرانی: ویژگی‌ها و نقش آن در تحول تاریخی» به‌پایان برد.
او در حال حاضر مدرس و عضو هیئت علمی گروه فلسفهٔ دانشگاه شهید بهشتی است. وی در سال ۱۳۸۵ برای تألیف کتاب هوسرل در متن آثارش جایزهٔ کتاب سال در حوزهٔ فلسفه را دریافت کرد و کتاب‌های نقد قوهٔ حکم و از مدرنیسم تا پست‌مدرنیسم با ترجمهٔ او به ترتیب در سال‌های ۱۳۷۹ و ۱۳۸۲ از سوی کتاب سال به عنوان کتاب برگزیدهٔ تشویقی انتخاب شدند.
همچنین کتاب نوشتار و تفاوت با ترجمهٔ او در سال ۱۳۹۶ در سی و پنجمین دوره جایزه کتاب سال، برای ترجمه کتاب نوشتار و تفاوت، شایسته تقدیر دانسته شد.

## آثار

### تألیف
- دریدا در متن، تهران: نشر نی، ۱۴۰۲.[۵][۶]
- هوسرل در متن آثارش، تهران: نشر نی، ۱۳۸۴. (برندهٔ جایزهٔ کتاب سال جمهوری اسلامی ایران[۷])
- فرهنگ پسامدرن، تهران: نشر نی، ۱۳۹۳.

### ترجمه
- ژاک دریدا، نوشتار و تفاوت، تهران: نشر نی، ۱۳۹۵.
- مارتین هایدگر، هستی و زمان، تهران: نشر نی، ۱۳۸۹.
- ادموند هوسرل، تأملات دکارتی: مقدمه‌ای بر پدیده‌شناسی، تهران: نشر نی، ۱۳۸۴.
- لارنس کهون، متن‌هایی برگزیده از مدرنیسم تا پست مدرنیسم، تهران: نشر نی، ۱۳۸۱.
- سورن کیرکگور، ترس و لرز، تهران: نشر نی، ۱۳۷۸.
- ایمانوئل کانت، نقد قوهٔ حکم، تهران: نشر نی، ۱۳۷۷.
- ژان فرانسوا لیوتار، پدیده‌شناسی، تهران: نشر نی، ۱۳۷۵.
- ماکس وبر، اخلاق پروتستانی و روح سرمایه‌داری، تهران: علمی و فرهنگی، ۱۳۷۳.
- ادموند هوسرل، ایدهٔ پدیده‌شناسی، تهران: علمی و فرهنگی، ۱۳۷۲
- گوتفرید ویلهم فون لایبنیتز، مونادولوژی و چند مقالهٔ فلسفی دیگر، تهران: انتشارات و آموزش انقلاب اسلامی، ۱۳۷۲.
- ویلیام جیمز، پراگماتیسم، تهران: انتشارات و آموزش انقلاب اسلامی، ۱۳۷۰.

## جایزه‌ها
- ۱۳۷۹ کتاب برگزیدهٔ تشویقی، برای کتاب نقد قوه حکم
- ۱۳۸۲ کتاب برگزیدهٔ تشویقی، برای کتاب از مدرنیسم تا پست مدرنیسم
- ۱۳۸۴ دریافت جایزهٔ کتاب سال فلسفه، شرکت در ترجمه بخش‌های فلسفی فرهنگ آثار
- ۱۳۸۵ دریافت جایزهٔ کتاب سال فلسفه، تألیف کتاب هوسرل در متن آثارش
- ۱۳۹۶ دریافت جایزهٔ کتاب سال بابت ترجمه نوشتار و تفاوت، تألیف ژاک دریدا

## صفحات مرتبط
- هفدهمین دوره کتاب سال جمهوری اسلامی ایران
- بیست و یکمین دوره کتاب سال جمهوری اسلامی ایران
- بیست و چهارمین دوره کتاب سال جمهوری اسلامی ایران
- سی و پنجمین دوره کتاب سال جمهوری اسلامی ایران

## پانوشت‌ها
1. ↑  «کانون ایرانی پژوهشگران فلسفه و حکمت - عبدالکریم رشیدیان‌». بایگانی‌شده از اصلی در ۸ ژانویه ۲۰۰۸. دریافت‌شده در ۲ آوریل ۲۰۰۹.
2. ↑  «اینک فلسفه». بایگانی‌شده از اصلی در ۸ آوریل ۲۰۰۹. دریافت‌شده در ۲ آوریل ۲۰۰۹.
3. ↑  «عبدالکریم رشیدیان – نشر نی». دریافت‌شده در ۲۰۲۴-۰۴-۱۰.
4. ↑  «برگزیدگان سی و پنجمین دوره کتاب سال». ایرنا.
5. ↑  ««دریدا در متن» به زودی منتشر می‌شود». ایبنا. ۲۰۲۳-۱۱-۲۸. دریافت‌شده در ۲۰۲۳-۱۲-۲۱.
6. ↑  «خوانش فوق پیشرفته دریدا». هم‌میهن. ۲۰۲۴-۰۴-۰۴. دریافت‌شده در ۲۰۲۴-۰۴-۰۴.
7. ↑  روزنامه اعتماد۸۵/۱۱/۱۷: برندگان کتاب سال جمهوری اسلامی اعلام شدند